# لیندبرگ (آلمان)
لیندبرگ (آلمان) (به آلمانی: Lindberg) یک شهر در آلمان است که در بایرن واقع شده‌است.

## خصوصیات
لیندبرگ ۱۰۸٫۹۰ کیلومترمربع مساحت دارد ۶۴۹ متر بالاتر از سطح دریا واقع شده‌است.